# Schönleinstraße
Schönleinstraße – stacja metra w Berlinie na linii U8, w dzielnicy Kreuzberg, w okręgu administracyjnym Friedrichshain-Kreuzberg. Stacja została otwarta w 1927.